# Parnassius nadadevinensis
Parnassius nandadevinensis là một loài bướm ngày sinh sống ở vùng núi cao được tìm thấy ở ly on Mt Nanda Devi, Ấn Độ.
It là một member of the Snow Apollo genus Parnassius of the Swallowtail (Papilionidae) family.